# 록먼드 던바
록먼드 던바(Rockmond Dunbar, 1973년 1월 11일 ~ )는 미국의 배우이다.

## 작품 목록

### 영화 출연
- Punks (2000)
- 키스 키스 뱅뱅 (2005)
- Dirty Laundry (2006)
- The Family That Preys (2008)
- Jada (2008)
- 에이리언 레이더스 (2008)
- Highland Park (2013)
- The Cheaters Club (2017)
- 시티 오브 라이즈 (2018)

### 영화 제작
- The Great Commission (2003)

### 텔레비전 출연
- 생존 특명 (1994-95, Earth 2)
- 더 프랙티스 (1999)
- 프리텐더 제로드 (1999)
- 펠리시티 (1999)
- 프리즌 브레이크 (2005-17)
- 샤크 (2007)
- 그레이 아나토미 (2007)
- CSI: 마이애미 (2007)
- 프라이빗 프랙티스 (2010)
- 디펜더스: 유쾌한 변호사들 (2010)
- 클로저 (2011)
- 썬즈 오브 아나키 (2011-13)
- 멘탈리스트 (2013-15)
- 스콜피언 (2017)
- 9-1-1 (2018-21)